# Pigalle metróállomás
A Pigalle egy metróállomás Franciaországban, Párizsban a párizsi metró 2-es és 12-es metróvonalán. Tulajdonosa és üzemeltetője a RATP.

## Metróvonalak
Az állomást az alábbi metróvonalak érintik:
- 2-es metróvonal
- 12-es metróvonal

## Kapcsolódó állomások
A metróállomáshoz az alábbi állomások vannak a legközelebb:
- Blanche (Porte Dauphine, 2-es metróvonal)
- Anvers (Nation, 2-es metróvonal)
- Abbesses (Mairie d’Aubervilliers, 12-es metróvonal)
- Saint-Georges (Mairie d’Issy, 12-es metróvonal)